# Lophornis pavoninus
La coqueta pavonina (Lophornis pavoninus), también denominada coqueta de los tepuis, coqueta abanico verde o coqueta abanico pavo real, es una especie de ave apodiforme de la familia Trochilidae (los colibríes), perteneciente al género Lophornis. Es nativa de los tepuyes del norte de América del Sur.

## Distribución y hábitat

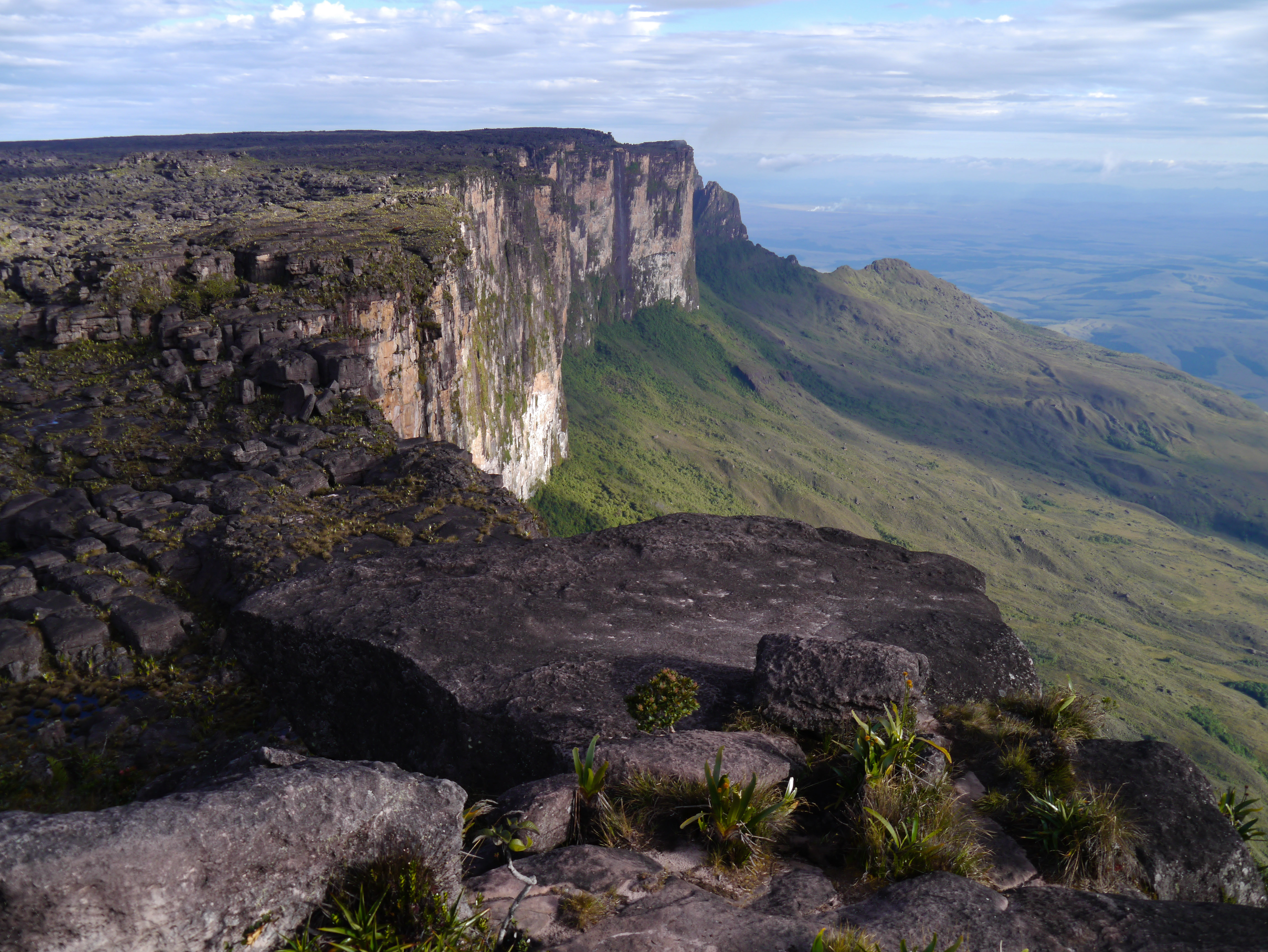
Laderas del Monte Roraima, ejemplo de hábitat de la especie.

Se distribuye por la región de los tepuyes del sureste de Venezuela y adyacencias del extremo norte de Brasil (Roraima) y oeste de Guyana.
El hábitat  de esta especie consiste de selvas húmedas, bosques nubosos, y sus bordes y claros, en altitudes entre 500 y 2000 m. Forrajea solitario o en pequeños grupos en el dosel. Generalmente considerado sedentario, sin embargo se sospecha de movimientos migratorios o nómades en el sureste de Venezuela, donde han sido notados claros cambios poblacionales en Sierra de Lema, la especie siendo más numerosa en la temporada lluviosa; movimientos que posiblemente se relacionen con la reproducción.

## Sistemática

### Descripción original
La especie L. pavoninus fue descrita por primera vez por los zoólogos británicos Osbert Salvin y Frederick DuCane Godman en 1882 bajo el mismo nombre científico; su localidad tipo es: «montañas Merumé, Guyana».

### Etimología
El nombre genérico masculino «Lophornis» se compone de las palabras del griego «lophos» que significa ‘cresta, tufo’, y «ornis» que significa ‘pájaro’; y el nombre de la especie «pavoninus», en latín significa ‘como un pavo’.

### Taxonomía
Anteriormente estuvo colocada en un género separado Polemistria, junto a sus especies hermanas Lophornis chalybeus y L. verreauxi. La subespecie propuesta L. pavoninus punctigula Phelps Sr. & J.T. Zimmer, 1946, descrita con base en ligeras diferencias de plumaje de la hembra, es mejor tratada como un sinónimo de la nominal.

### Subespecies
Según las clasificaciones del Congreso Ornitológico Internacional (IOC) y Clements Checklist/eBird  se reconocen dos subespecies, con su correspondiente distribución geográfica:
- Lophornis pavoninus duidae Chapman, 1929 – cerro Duida y pequeños tepuyes adyacentes del sureste de Venezuela.
- Lophornis pavoninus pavoninus Salvin & Godman, 1882 – cerro Ptarí-tepui y Sierra de Lema (sureste de Venezuela), monte Roraima (sureste de Venezuela–norte de Brasil) y montañas Merumé (Guyana).